# John Nelson (jésuite)
Pour les articles homonymes, voir John Nelson et Nelson.
Le bienheureux John Nelson, né vers 1535 à Skelton (Angleterre) et mort (exécuté) le 3 février 1578 à  Londres était un prêtre catholique anglais. Reçu formellement dans la Compagnie de Jésus alors qu’il vit ses derniers jours en prison, il est pendu à Tyburn (Londres) sous le règne d’Élisabeth Ire.
Béatifié en 1886 par Léon XIII il est liturgiquement commémoré le 1er décembre.

## Biographie
Fils de Nicholas Nelson, John nait vers 1535 à Skelton dans le Yorkshire, en Angleterre. Dans sa jeunesse il était déjà connu pour son attachement indéfectible à la foi catholique, et critiquait ouvertement, malgré la présence d’espions, ceux qui pour éviter une amende participaient aux offices religieux protestants.
John Nelson a près de 40 ans lorsqu’il passe sur le continent (1573) pour étudier au collège-séminaire anglais de Douai, dans les Pays-Bas méridionaux (aujourd’hui en France), en vue d’y recevoir l’ordination sacerdotale. Deux de ses quatre frères, Martin et Thomas, le suivent plus tard sur la même voie et arrivent à Douai en 1574 et 1575 respectivement. John Nelson est ordonné prêtre à Binche (comté de Hainaut) par Mgr Louis de Berlaymont, archevêque de Cambrai (11 juin 1576).
En novembre 1576, il rentre dans son pays pour soutenir pastoralement les catholiques persécutés. Il n'ignore pas que ce ministère est dangereux. Il est actif dans la région de Londres. À peine un an plus tard, le 1er décembre 1577 il est surpris par les « chasseurs de prêtres » et arrêté dans sa résidence « tard dans la soirée, alors qu’il lisait son bréviaire ». Il est incarcéré à la prison de Newgate.
Lors de l’interrogatoire, une semaine plus tard, John Nelson refuse de prêter le serment reconnaissant la suprématie de la reine Élisabeth Ire en matière spirituelle et est induit par les commissaires à déclarer la reine « schismatique ». En vertu de la législation de 1571, c'est là un crime de haute trahison le rendant passible de la peine de mort. Aussi, le 1er février 1578 Nelson est-il condamné à mort. Le procès terminé il est enfermé dans un cachot souterrain de la tour de Londres, que l’on appelle la « fosse de la tour ». Il est au pain sec et à l’eau, mais parvient à célébrer la messe. Alors qu’il se trouve en prison il demande et obtient d’être admis dans la Compagnie de Jésus.
Le jour de son exécution, le 3 février 1578, il refuse l’aide de pasteurs protestants, mais rencontre les membres de sa famille. Il est emmené à Tyburn où on lui permet de s’adresser aux badauds, largement hostiles à la cause catholique. Lorsqu’il lui est enjoint de demander pardon à la reine il répond : « je ne lui demanderai pas pardon car je n’ai rien fait qui ait pu l’offenser ». Il demande aux catholiques présents dans la foule de se joindre à lui dans la prière et récite le Credo, le Notre Père et l’Ave Maria en latin. Nelson est alors pendu. Ses dernières paroles sont, semble-t-il : « Je pardonne à la reine et tous ceux qui sont cause de ma mort ».
Le 29 décembre 1886, John Nelson est béatifié par le pape Léon XIII. Liturgiquement il est commémoré le 1er décembre, avec les autres martyrs d'Angleterre et du pays de Galles.

## Source
- (en) Joseph N. Tylenda : Jesuit Saints and Martyrs, Chicago, Loyola University Press, 1984, pp.33-35.